# U-Bahnhof Messestadt Ost
Der U-Bahnhof Messestadt Ost ist ein Bahnhof der U-Bahn München in Messestadt Riem im Münchner Stadtbezirk Trudering-Riem im Osten von München.
Der Bahnhof wurde am 29. Mai 1999 eröffnet und ist ein Endpunkt der Linie U2. Er liegt unter der Willy-Brandt-Allee und ist die Hauptanbindung des Öffentlichen Nahverkehrs für die Neue Messe München.

## Ausgestaltung
Die Hintergleiswände bestehen aus Beton, auf den gewelltes Aluminium geschraubt ist, das an die einst hier auf dem Flughafen München-Riem landenden Flugzeuge erinnern soll. Der Bahnsteig wird von zwei „Lichtrohren“ beleuchtet, wobei das Licht von einer gebogenen Reflektorkonstruktion gespiegelt wird. Der Boden ist mit Granitplatten ausgelegt, wobei sich immer wieder rote Streifen quer zu den Gleisen über den Bahnsteig ziehen.
Roll- und Festtreppen führen am Ostende in ein Sperrengeschoss, in dem Bilder aus der Bauzeit zu sehen sind. Am Ausgang befindet sich eine trichterförmige Sonnenuhr. Dort kann die Zeit an der Außenwand abgelesen werden. Der Planungsname des Bahnhofs war „Riem Ost“ oder „Neu-Riem Ost“.
| Linie | Linienverlauf |
| ----- | --- |
| U2    | Feldmoching – (1065 m) – Hasenbergl – (631 m) – Dülferstraße – (1112 m) – Harthof – (962 m) – Am Hart – (1010 m) – Frankfurter Ring – (657 m) – Milbertshofen – (1094 m) – Scheidplatz – (1103 m) – Hohenzollernplatz – (756 m) – Josephsplatz – (513 m) – Theresienstraße – (730 m) – Königsplatz – (583 m) – Hauptbahnhof – (905 m) – Sendlinger Tor – (746 m) – Fraunhoferstraße – (1116 m) – Kolumbusplatz – (711 m) – Silberhornstraße – (553 m) – Untersbergstraße – (654 m) – Giesing – (1280 m) – Karl-Preis-Platz – (868 m) – Innsbrucker Ring – (1576 m) – Josephsburg – (978 m) – Kreillerstraße – (1207 m) – Trudering – (959 m) – Moosfeld – (1683 m) – Messestadt West – (925 m) – Messestadt Ost |